# Montheron

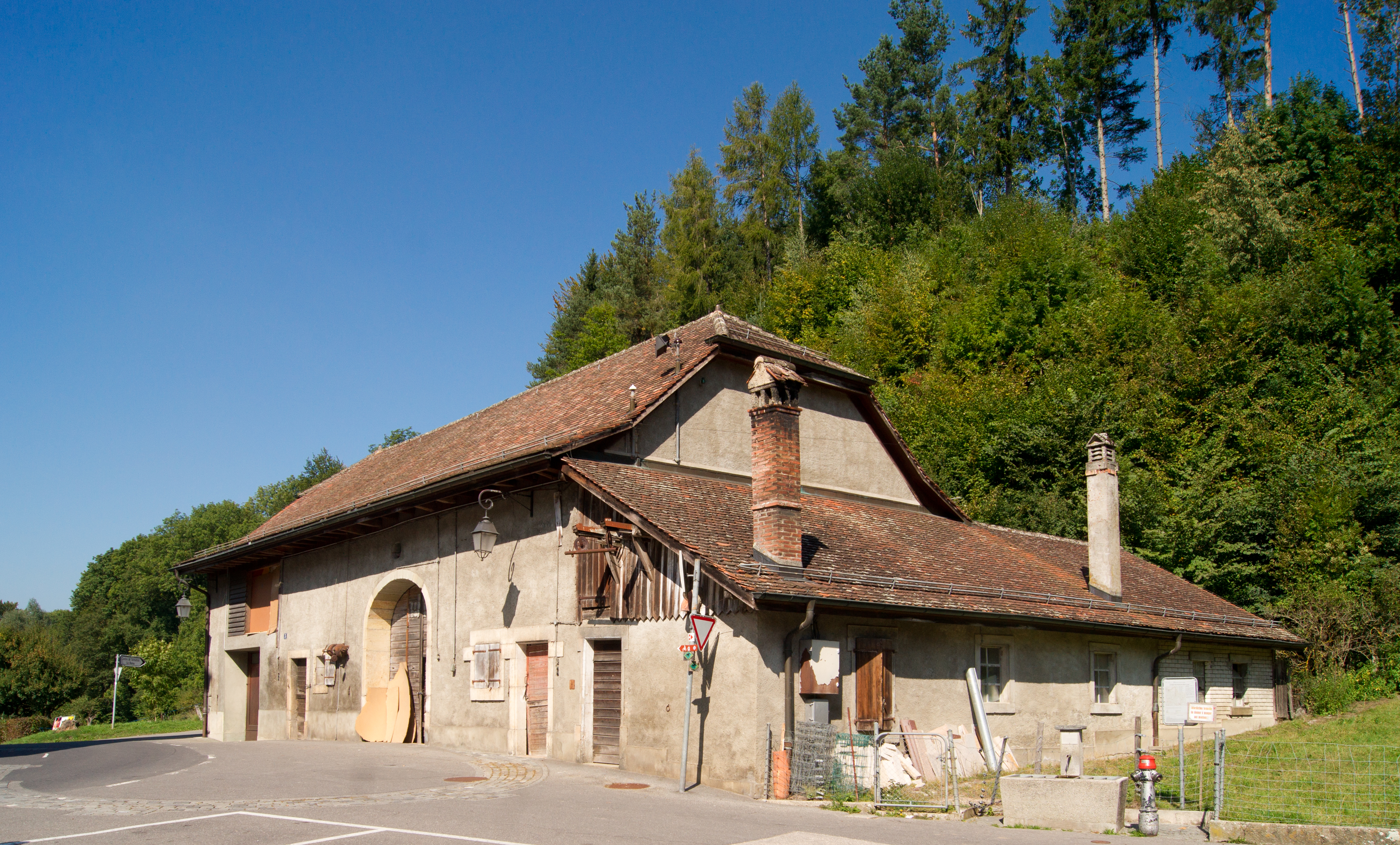
Scheune in Montheron (2010)

Montheron ist ein Weiler auf dem Gebiet der politischen Gemeinde Lausanne im Schweizer Kanton Waadt.
Die Ortschaft, die zum Stadtteil Zones foraines gehört, liegt auf etwa 711 m ü. M. im Norden der Stadt, an der Grenze zu Bretigny-sur-Morrens und Cugy. Sie wird vom Talent durchflossen und ist für das Kloster Montheron bekannt, welches aus dem 12. Jahrhundert stammt.